# 別府市立山の手中学校
別府市立山の手中学校（べっぷしりつ やまのてちゅうがっこう）は、かつて大分県別府市山の手町にあった公立中学校である。今はもうない。

## 概要
1947年（昭和22年）4月に別府市立第一中学校として開校。1951年（昭和26年）に別府市立山の手中学校に改名した。少子化による生徒数減少のため、別府市立浜脇中学校と統合されることになり、2021年（令和3年）3月31日に閉校。4月1日に両校を統合した別府市立別府西中学校が開校した。卒業生は19,914名。